# Pabuaran (Walantaka)
Pabuaran is een bestuurslaag in het regentschap Serang van de provincie Banten, Indonesië. Pabuaran telt 3772 inwoners (volkstelling 2010).